# Koya Yuruki
Koya Yuruki (汰木 康也 Yuruki Koya?, Kanagawa, 3 de julio de 1995) es un futbolista japonés que juega como centrocampista en el Vissel Kobe de la J1 League.

## Trayectoria

### Clubes
| Club                      | País  | Año       |
| ------------------------- | ----- | --------- |
| Montedio Yamagata         | Japón | 2014-2018 |
| J. League sub-22 (cedido) | Japón | 2014-2015 |
| Urawa Red Diamonds        | Japón | 2019-2021 |
| Vissel Kobe               | Japón | 2022-     |

## Palmarés

### Títulos nacionales
| Título             | Club               | País  | Año  |
| ------------------ | ------------------ | ----- | ---- |
| Copa del Emperador | Urawa Red Diamonds | Japón | 2021 |
| J1 League          | Vissel Kobe        | Japón | 2023 |
| Copa del Emperador | Vissel Kobe        | Japón | 2024 |
| J1 League          | Vissel Kobe        | Japón | 2024 |